# Carl Lendorf
Carl William Frederik Lendorf (født 13. december 1839 i København, død 29. september 1918 i Bagsværd) var en dansk arkitekt, der særligt satte sit præg på Odense under historicismen.
Han blev født 1839 som søn af tømrermester Christian Gottfried Lendorf og Vilhelmine Nielsen. Efter at være blevet tømrersvend blev Lendorf 1855 elev på Kunstakademiets arkitekturskole, hvor han gik indtil 1863. Han var ansat hos Ferdinand Meldahl som konduktør ved opførelsen af Fredericia Rådhus (1859) og siden konduktør på genopførelsen af Frederiksborg Slot 1863-64; også under Meldahl.
Lendorf drev egen virksomhed i Odense 1864-83 og derefter i København. Han var tegnelærer ved Odense Tekniske Skole 1846-83. Han deltog i den Nordiske Industri-, Landbrugs- og Kunstudstilling i Kjøbenhavn 1888. Han var Ridder af Dannebrog, Dannebrogsmand samt medlem af bestyrelsen for Foreningen for Alderdoms-Friboliger, for Præsteenkehjemmet og for Kronprins Frederiks og Kronprinsesse Louises Stiftelse. Han var frimurer.
Lendorf blev gift 12. maj 1863 i København med Ida Sophie Christiane Jørgine Anchersen (3. oktober 1843 i Vejle – 5. januar 1901 på Frederiksberg), datter af prokurator, kancelliråd, senere justitsråd Martin Anchersen og Ane Kirstine Bolette Sophie Thomsen. Lendorf er begravet på Solbjerg Parkkirkegård.

## Værker
I Odense:
- Fyens Stiftstidendes bygninger mod Lille Gråbrødrestræde (1866, schalburgteret 1944)
- Torvehal på Fisketorvet (1867, flyttet 1875, senere brændt)
- Frimurerlogernes bygning, Albanigade 16 (1870)
- Sukkerkogeriet Odense, Vesterbro 118- 120 (1872-73, nu teater mm.)
- Kommunal pigeskole, Klaregade (1873, nedrevet)
- Fyens Disconto Kasse (1873-74, nedrevet)
- Fyens Stifts Sparekasse, senere Bikuben, Fisketorvet (1874-75)
- Rytterkasernen, Pjentendamsgade 21 (1874-80)
- Garnisonssygehuset, Albanigade (1876, nedrevet)
- Jernbanegades Skole, Jernbanegade 20 (1878-83, sammen med J.D. Herholdt)
- Odense Rådhus (1881-83, sammen med J.D. Herholdt, 1. præmie, indvendig stærkt ombygget)

Andre steder:
- Absalonsgade 5, København (1869)
- Grundskole i Nyborg (1875-76)
- Svendborg Sparekasse (1876)
- Råd-, Ting- og Arresthus i Vejle (1878-79)
- Råd-, Ting- og Arresthus i Svendborg (1880-81)
- Råd-, Ting- og Arresthus i Rudkøbing (1882)
- Fattiggården i Nyborg (1881)
- Østrupgårds hovedbygning, Nordfyn (1881-82)
- Diakonissestiftelsens sygehjem Sarepta, Peter Bangs Vej 8, Frederiksberg (1884-85)
- Sammes børnehave Teba, Peter Bangs Vej 10, Frederiksberg (1888)
- Udstillingsbygning i Tivoli (1886, brændt 1899)
- Præstø dommerbolig (1894)
- Sankt Thomas Kirke, Frederiksberg (1896-98)
- Sankt Markus Kirke, Frederiksberg (1900-02)
- Tilbygning til sakristiet ved Frederiksberg Kirke (1900)
- Udvidelse af våbenhuset til samme (1904)

Kirkerestaureringer:
- Sankt Nikolaj Kirke, Vejle (1862)
- Vor Frue Kirke, Odense (1865-67, sammen med C.A. Møller)
- Sankt Laurentii Kirke, Kerteminde (1873-76)
- Sankt Knuds Kirke, Odense (1874-75)
- Sankt Hans Kirke, Odense (1878-80, sammen med L.A. Winstrup)
- Vor Frue Kirke, Assens (1881-84)